# Неділько Владислав Олександрович

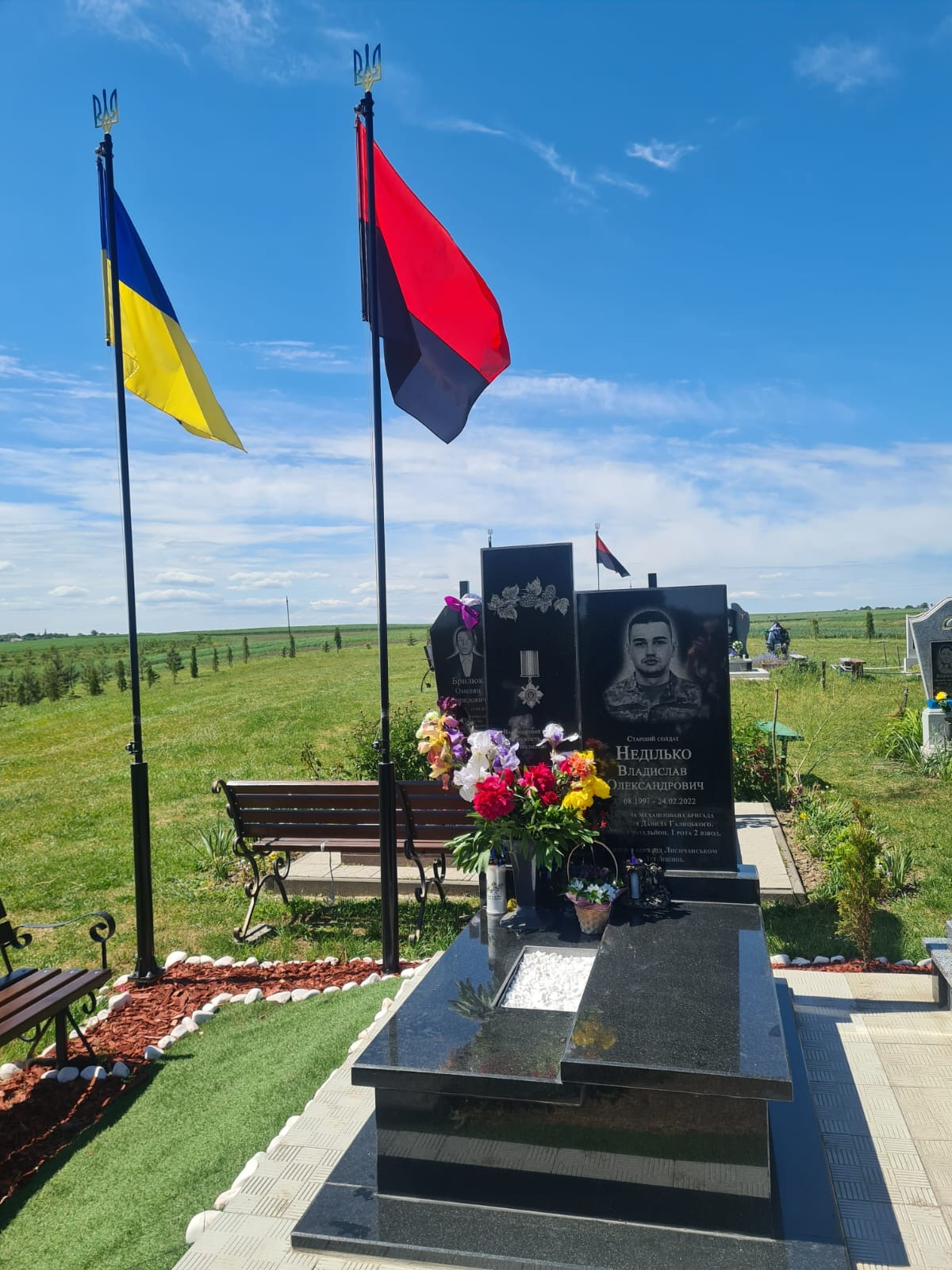
https://address-forever.com/ua/memorial/id/10000813

Владислав Олександрович Неділько — старший солдат Збройних сил України, учасник російсько-української війни, що загинув у ході російського вторгнення в Україну.

## Життєпис
Владислав Неділько народився 12 серпня 1997 року в Нововолинську, все життя прожив у Луцьку на Волині. З початком повномасштабного російського вторгнення в Україну перебував на передовій в складі 24-тої окремої механізованої бригади імені короля Данила. Загинув Владислав Неділько 24 лютого 2022 року під Лисичанськом на Луганщині. Під час бою диверсійно-розвідувальна ворожа група підірвала танк з українськими воїнами. Чин прощання із загиблим відбувся ввечері 6 березня 2022 року на Театральному майдані та у нижньому храмі Свято-Троїцького кафедрального собору Луцьку, де наступного дня відспівали загиблого. Владислава Неділька поховали на кладовищі у селі Несвіч в Луцькому районі.
З нагоди відзначення Дня захисника України в Підгайцівській сільській раді начальник групи морально-психологічного забезпечення Луцького ТЦКТП та СП Юрій Хом'як зі словами вдячності та співчуття вручив батьку полеглого Недільку Олександру, жителю села Липини, Орден «За мужність» III ступеня (2022, посмертно).

## Нагороди
- орден «За мужність» III ступеня (2022, посмертно) — за особисту мужність і самовіддані дії, виявлені у захисті державного суверенітету та територіальної цілісності України, вірність військовій присязі.

- Нагрудний знак "Хрест хоробрих" - нагороджуються військовослужбовці та працівники Збройних Сил України за героїчний вчинок, пов'язаний з ризиком для життя (здоров'я) під час участі у бойових діях об'єднаних, антитерористичних операцій, а також операціях з підтримання миру та безпеки, ліквідації наслідків природних та техногенних катастроф, інших надзвичайних ситуацій.

- Нагрудний знак "Хрест Героя" - це орден, який започаткували у 24 окремій механізованій бригаді імені короля Данила, щоб вшанувати пам'ять і подвиг усіх загиблих побратимів з 2014 року в російсько-українській війні.